# ایلان‌لی
ایلان‌لی (به لاتین: Ilanlı) یک منطقه مسکونی در جمهوری آذربایجان است که در شهرستان قبوستان واقع شده است. ایلان‌لی ۴۷ نفر جمعیت دارد.